# Cedar Fair Entertainment Company
Cedar Fair Entertainment Company (NYSE: FUN), ook bekend als Cedar Fair L.P. is een Amerikaanse pretparkgroep gelokaliseerd in de hoofdkantoren van het pretpark Cedar Point te Sandusky, Ohio. De pretparkgroep heeft een bestand van elf pretparken en zeven waterparken in de Verenigde Staten van Amerika. De parkgroep is ook verantwoordelijk voor Gilroy Gardens, dit onder toezicht van de stad Gilroy (Californië).

## Geschiedenis

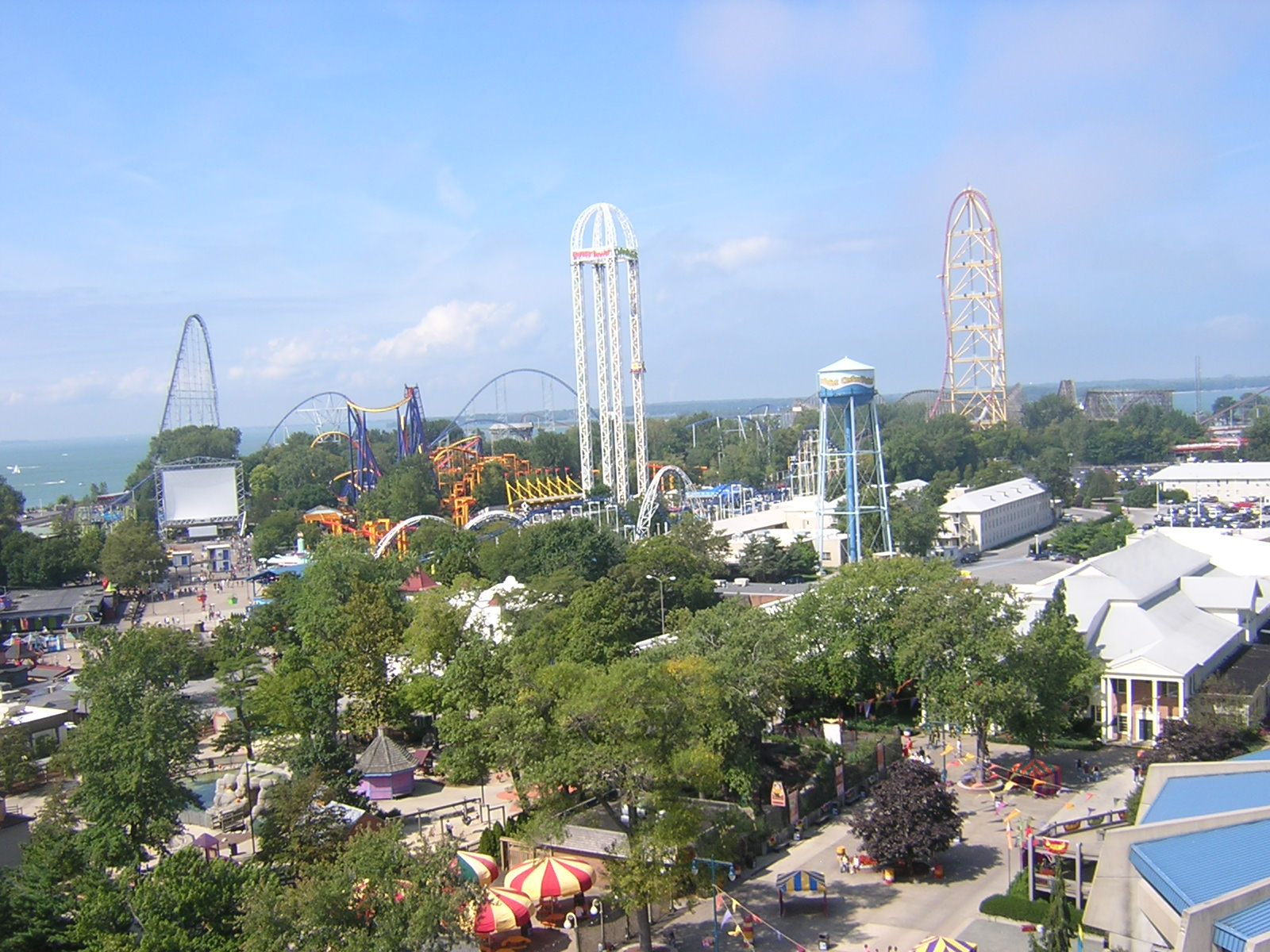
Pretpark CedarPoint

Het pretpark Cedar Point werd geopend in 1870. Het park werd doorheen de jaren uitgebouwd en onderging enkele veranderingen. In 1987 nam verwierf Cedar Point het pretpark Valleyfair. Bij de overname ontstond de naam Cedar Fair. "Cedar" was afkomstig van Cedar Point, "Fair" werd opgenomen uit Valleyfair.
De eerste grote investeringen van Cedar Fair waren er in 1992. De pretparkgroep kocht een derde park, Dorney Park, op. Dorney Park was in het bezit van Harris Weinstein, maar werd nu eigendom van Cedar Fair o.l.v. CEO Dick Kinzel. 
Na de overname van Dorney Park waren Worlds Of Fun (1995), Knott's Berry Farm (1997), Michigan's Adventure (2001) en Six Flags World Of Adventure de meest opmerkelijkste overnames. 
In 2004 kocht de pretparkgroep een van de Six Flags. Het ging om Six Flags World of Adventure, dat later werd hernoemd tot Geauga Lake. Het park sloot de deuren in 2007.
Op 22 mei 2006 deed de pretparkgroep een overname van vijf parken. Cedar Fair kocht alle parken over van Paramount Pictures voor een totaalbedrag van 1.24 miljard euro. De pretparkgroep verwijderde alle verwijzingen naar Paramount Pictures gedurende het jaar 2006. De organisatie diende deze veranderingen door te voegen wegens een gebrek aan gebruiksrechten.
In 2009 werd er een voorstel gedaan van Apollo Global Management om Cedar Fair over te nemen. Het investeringsbedrijf wou de pretparkgroep overnemen voor $11.82 per aandeel. Het bod kwam er nadat bekend werd dat Cedar Fair een openstaande schuld had van 1.7 miljard euro. Op 6 april 2010 werd de overname afgeblazen wegens een tekort aan positieve stemmen op de aandeelhoudersvergadering. De pretparkgroep diende een vergoeding te betalen van $6.5 miljoen aan Apollo Global Management voor de misgelopen transactie.
Op 16 september 2011 kreeg de pretparkgroep een voorstel van JMA Ventures, LLC die California's Great America wou overnemen. Enkele maanden later trok JMA Ventures het voorstel weer in.
Op 20 juni 2011 ging Richard (Dick) Kinzel, toenmalig CEO van Cedar Fair, met pensioen. Dick Kinzel werd opgevolgd door Matt Quimet. Matt Quimet was voor zijn tewerkstelling bij Cedar Fair gedurende 17 jaar tewerkgesteld bij The Walt Disney Company. Matt was bij The Walt Disney Company onder meer CEO van Disneyland (Anaheim) en van de Disney Cruise Line.
Op 2 november 2023 werd aangekondigd dat het bedrijf zal samenvoegen met Six Flags.

## Pretparken

### Open
- California's Great America (Santa Clara, Californië)
- Canada's Wonderland (Vaughan (Ontario), Canada)
- Carowinds (Charlotte (North Carolina) & Fort Mill (South Carolina))
- Cedar Point (Sandusky (Ohio))
- Dorney Park & Wildwater Kingdom (Allentown (Pennsylvania))
- Gilroy Gardens (Gilroy, Californië)
- Kings Dominion (Doswell (Virginia))
- Kings Island (Mason (Ohio))
- Knott's Berry Farm (Buena Park (Californië))
- Michigan's Adventure (Muskegon (Michigan))
- Valleyfair (Shakopee (Minnesota))
- Worlds of Fun (Kansas City (Missouri))

### Gesloten
- Camp Snoopy (Mall of America) Tot 2005
- Geauga Lake (Aurora (Ohio)) Enkel het waterpark bleef open na 2007

## Waterparken
- Boomerang Bay (California's Great America)
- Boomerang Bay (Carowinds)
- Soak City (Kings Island)
- Soak City (Valleyfair)
- Splash Works (Canada's Wonderland)
- WaterWorks (Kings Dominion)
- WildWater Adventure (Michigan's Adventure)
- Wildwater Kingdom (Dorney Park & Wildwater Kingdom)
- Knott's Soak City (Buena Park (California))
- Knott's Soak City (Palm Springs (California))
- Knott's Soak City (Chula Vista (California))
- Oceans of Fun (Kansas City (Missouri))
- Soak City (Sandusky (Ohio))
- Wildwater Kingdom (Aurora (Ohio))
- Castaway Bay (Sandusky (Ohio))